# NGC 4881
NGC 4481 是后髮座的一個橢圓星系，也是后髮座星系團的成員之一。由普魯士天文學家海因里希·路易·达雷在1865年發現，1994年哈勃望遠鏡曾經觀察過它。

## 外部連結

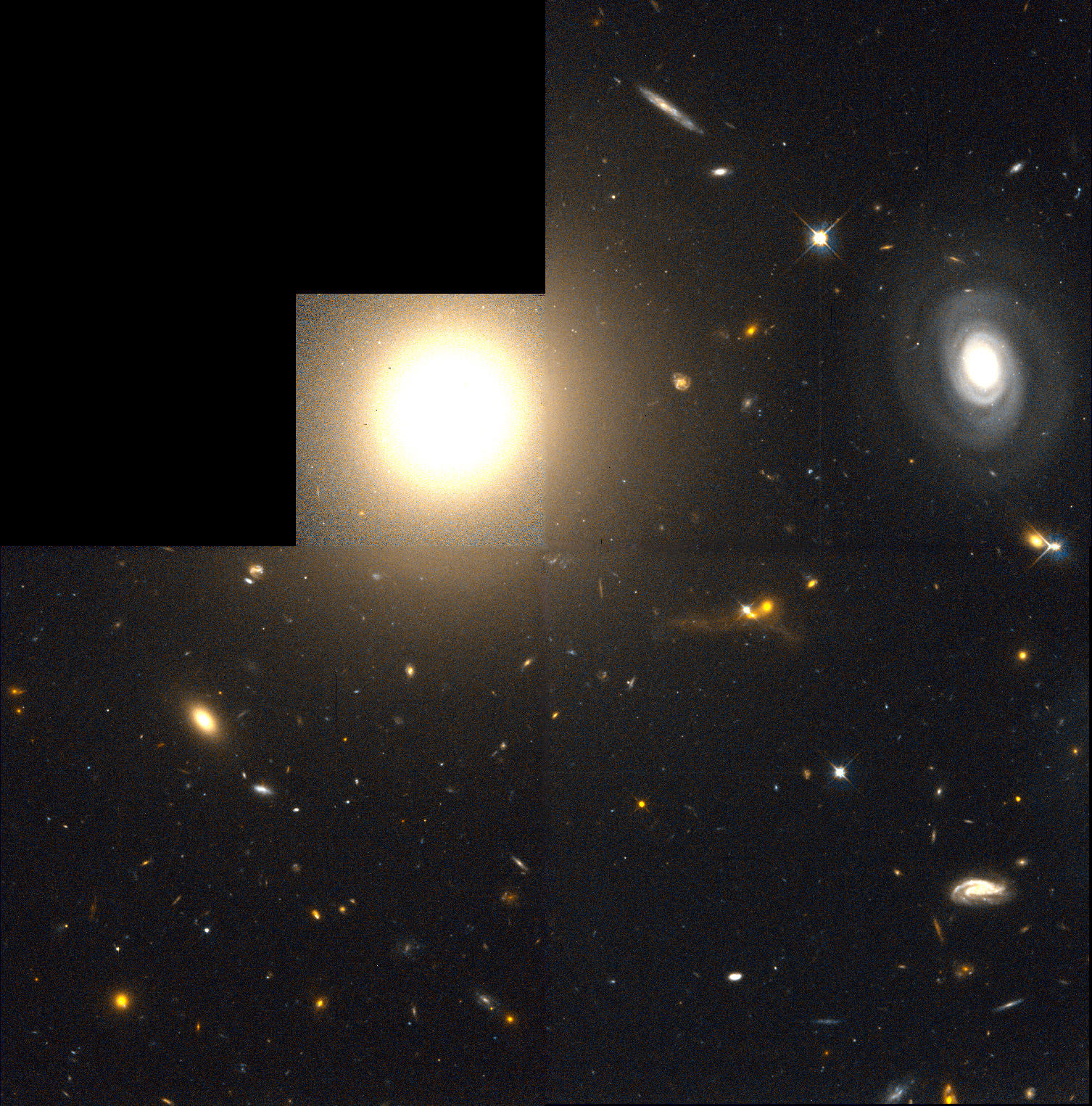
NGC 4881

- NGC4481